# Madgöl, Östergötland
Madgöl är en sjö i Åtvidabergs kommun i Östergötland och ingår i Söderköpingsåns huvudavrinningsområde. Sjön har en area på 0,0414 kvadratkilometer och ligger 102,6 meter över havet.

## Delavrinningsområde
Madgöl ingår i det delavrinningsområde (646047-151876) som SMHI kallar för Utloppet av Risten. Medelhöjden är 86 meter över havet och ytan är 34,87 kvadratkilometer. Det finns ett avrinningsområde uppströms, och räknas det in blir den ackumulerade arean 62,54 kvadratkilometer. Avrinningsområdets utflöde Söderköpingsån (Gusumsån) mynnar i havet. Avrinningsområdet består mestadels av skog (57 procent) och jordbruk (14 procent). Avrinningsområdet har 6,01 kvadratkilometer vattenytor vilket ger det en sjöprocent på 17,2 procent.